# Prince Albert—Churchill River
Pour les articles homonymes, voir Prince Albert.
Prince-Albert—Churchill River fut une circonscription électorale fédérale de la Saskatchewan, représentée de 1988 à 1997.
La circonscription de Prince-Albert—Churchill River a été créée en 1987 avec des parties de Mackenzie, Prince Albert et The Battlefords—Meadow Lake. Abolie en 1996, elle fut redistribuée parmi Churchill River, Prince Albert et Wanuskewin.

## Députés
1. 1988-1993 — Ray Funk, NPD
2. 1993-1997 — Gordon Kirkby, PLC

- NPD = Nouveau Parti démocratique
- PLC = Parti libéral du Canada